# Данська Вест-Індійська компанія
Данська Вест-Індійська компанія, або Данська Вест-Індійська та Гвінейська компанія (дан. Vestindisk kompagni, Det Vestindisk-Guineiske kompagni) — компанія, яка займалася експлуатацією і торгівлею з данськими колоніями в Вест-Індії. Існувала з 1625 по 1754 роки. Заснована як Данська Африканська Компанія (Dansk afrikanske kompagni) у 1659, у 1671 вона була включена до Данської Вест-Індійської компанії.
Компанія була фактично заснована в 1625 році, коли голландець Ян де Віллем отримав у данського короля в Копенгагені ліцензію на торгівлю з Вест-Індією, Бразилією, Віргінією та Гвінеєю. 11 березня 1671 року компанія отримала королівський лист про привілеї та стала називатися Данська Вест-Індійська компанія (з 30 серпня 1680 року — Вест-Індійська та Гвінейська компанія) .
У сферу діяльності компанії входила Данська Вест-Індія — острова Сент-Томас, Сент-Джон і Сент-Круа в Карибському морі. Острови були згодом колонізовані данцями, Сент-Томас в 1672 році, Сент-Джон в 1718 році, Сент-Круа в 1733 році. Компанія була організована як акціонерне товариство, її штаб-квартира знаходилася в Копенгагені.
У XVII — початку XVIII століть компанія процвітала, ведучи трикутну торгівлю, поставляючи рабів з Африки і отримуючи мелясу і ром в Вест-Індії. Компанія займалася усіма справами данських Вест-Індійських колоній до 1754 року, коли уряд викупив всі акції компанії і формально скасував її, а острови перейшли у відання Прибуткової Палати.